# Liste der Biografien/Colt
Liste der Biografien |
Portal Biografien |
Personensuche
# |
A |
B |
C |
D |
E |
F |
G |
H |
I |
J |
K |
L |
M |
N |
O |
P |
Q |
R |
S |
T |
U |
V |
W |
X |
Y |
Z |
?
 
Ca |
Cb |
Cc |
Ce |
Ch |
Ci |
Cj |
Ck |
Cl |
Cm |
Cn |
Co |
Cr |
Cs |
Ct |
Cu |
Cv |
Cw |
Cy |
Cz
 
Coa–Cod |
Coe–Cok |
Col |
Com |
Con |
Coo–Coq |
Cor |
Cos |
Cot |
Cou |
Cov |
Cow |
Cox |
Coy |
Coz
 
Cola |
Colb |
Colc |
Cold |
Cole |
Colf |
Colg |
Colh |
Coli |
Colk |
Coll |
Colm |
Coln |
Colo |
Colp |
Colq |
Cols |
Colt |
Colu |
Colv |
Colw |
Coly |
Colz
Die Liste der Biografien führt alle Personen auf, die in der deutschsprachigen Wikipedia einen Artikel haben. Dieses ist eine Teilliste mit 50 Einträgen von Personen, deren Namen mit den Buchstaben „Colt“ beginnt.

## Colt
- Colt, Alvin (1916–2008), US-amerikanischer Kostümbildner
- Colt, Elizabeth Hart Jarvis (1826–1905), US-amerikanische Philanthropin, Ehefrau von Samuel Colt
- Colt, George Howe, US-amerikanischer Schriftsteller

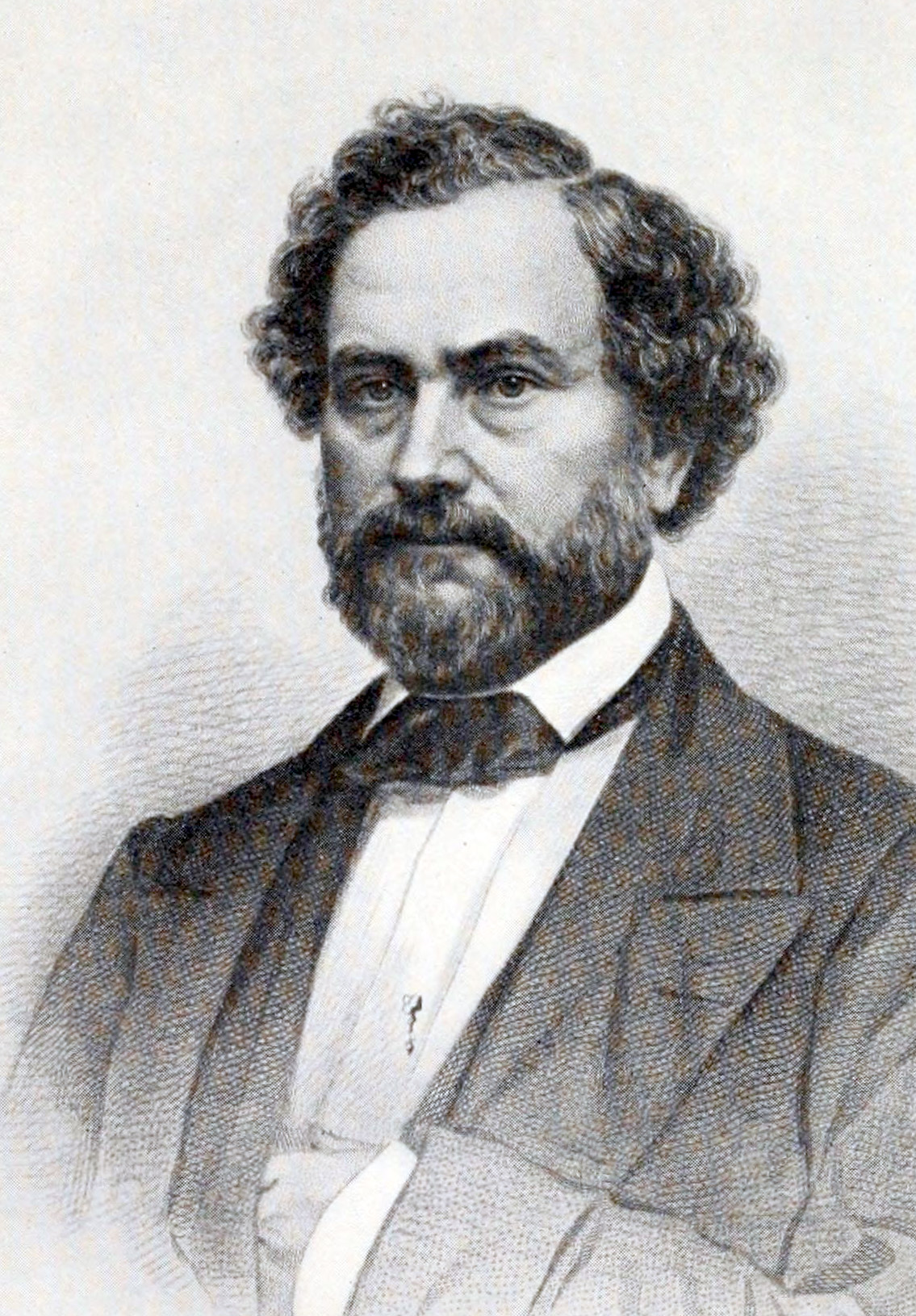
Samuel Colt (1814–1862)

- Colt, Harris Dunscombe (1901–1973), US-amerikanischer Archäologe und Verleger archäologischer Fachliteratur
- Colt, Harry Shapland (1869–1951), englischer Golfarchitekt
- Colt, Kelvyn (* 1994), deutschsprachiger Rapper
- Colt, LeBaron Bradford (1846–1924), US-amerikanischer Jurist und Politiker (Republikanische Partei)
- Colt, Marshall (* 1948), US-amerikanischer Schauspieler und Psychologe
- Colt, Samuel (1814–1862), US-amerikanischer Erfinder und WaffenherstellerSamuel Colt (1814–1862)
- Colt, Samuel (* 1973), US-amerikanischer Pornodarsteller

### Colte
- Colțea, George (* 2000), rumänischer Biathlet
- Coltellacci, Oreste, italienischer Filmproduzent und Drehbuchautor
- Coltelli, Elfriede (1883–1971), österreichische Malerin und Grafikerin
- Coltellini, Celeste (1760–1828), italienische Opernsängerin (Mezzosopran)
- Coltellini, Marco (1719–1777), italienischer Librettist, Drucker und Tenor
- Coltellini, Michele († 1543), italienischer Maler der Renaissance
- Colter, Jessi (* 1943), US-amerikanische Country-Sängerin
- Colter, John († 1813), US-amerikanischer Trapper, Mitglied der Lewis-und-Clark-Expedition, Entdecker des Yellowstone-Nationalparks
- Colter, Mary (1869–1958), US-amerikanische Architektin
- Colter, Mike (* 1976), US-amerikanischer SchauspielerMike Colter (* 1976)

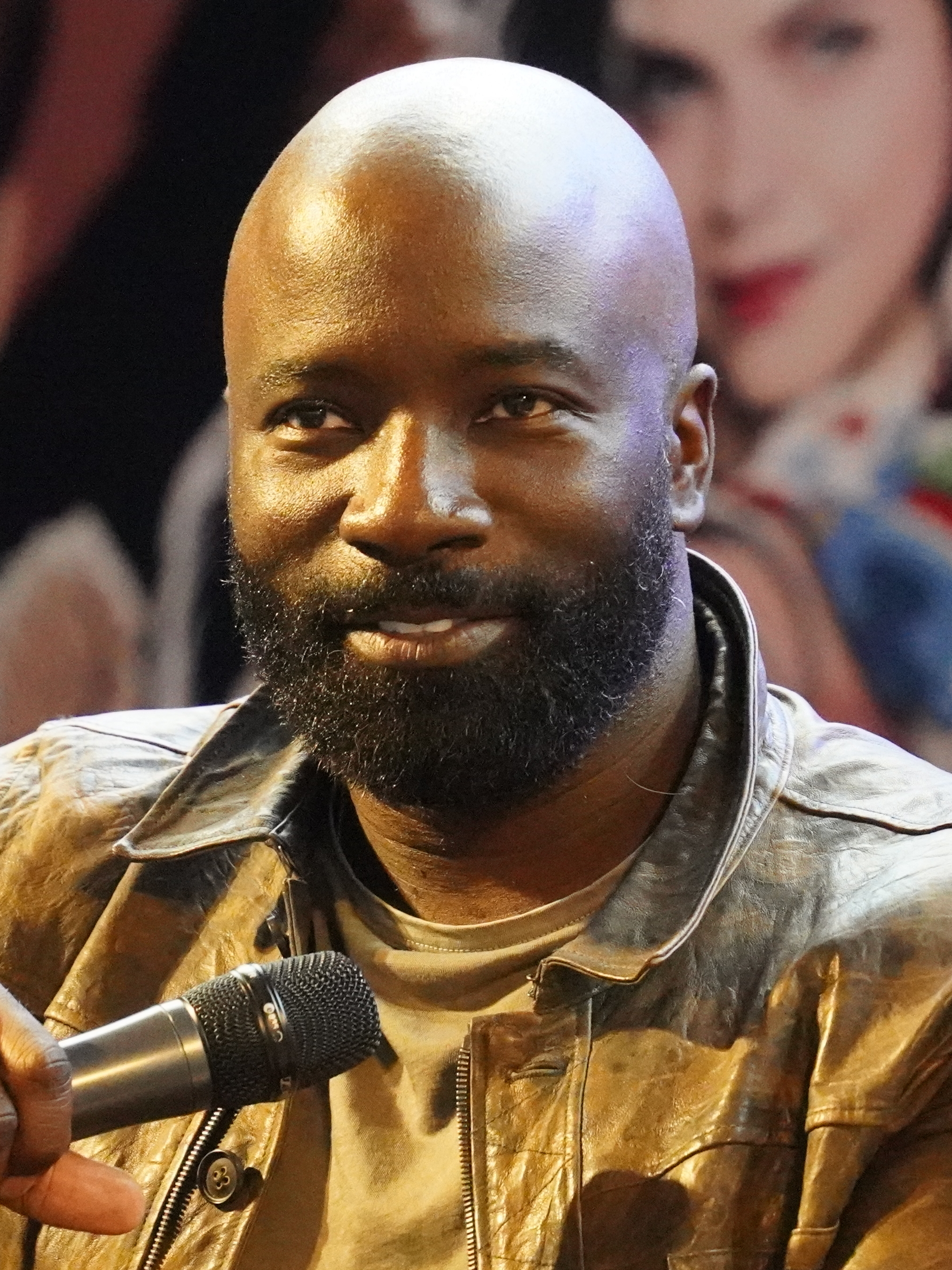
Mike Colter (* 1976)

- Colțescu, Sebastian (* 1977), rumänischer Fußballschiedsrichter

### Colth
- Coltheart, Max (* 1939), australischer Psychologe
- Colthorpe, Lauren (* 1985), australische Fußballspielerin

### Coltm
- Coltman, Arthur Leycester Scott (1938–2003), britischer Diplomat
- Coltman, Heather (* 1958), US-amerikanische Pianistin und Musikpädagogin
- Coltman, Hugh (* 1972), britischer Blues- und Jazzmusiker

### Colto
- Colton, Adam (* 1957), britischer Bildhauer
- Colton, Charles Caleb († 1832), britischer Geistlicher und Schriftsteller
- Colton, Charles Henry (1848–1915), US-amerikanischer römisch-katholischer Geistlicher und Bischof von Buffalo
- Colton, Don B. (1876–1952), US-amerikanischer Politiker
- Colton, Eben Pomeroy (1829–1895), US-amerikanischer Politiker, Geschäftsmann und Landwirt
- Colton, Frank B. (1923–2003), US-amerikanischer Chemiker
- Colton, George Radcliffe (1865–1916), US-amerikanischer Politiker
- Colton, John (1823–1902), australischer Politiker, zweimaliger Premierminister von South Australia
- Colton, Mary-Russell Ferrell (1889–1971), US-amerikanische Malerin, Ethnographin, Kuratorin und Autorin
- Colton, Ross (* 1996), US-amerikanischer Eishockeyspieler
- Colton, William Robert (1867–1921), britischer Bildhauer
- Coltorti, Fabio (* 1980), Schweizer Fussballtorhüter

### Coltr
- Coltrane, Alice (1937–2007), US-amerikanische Jazzmusikerin
- Coltrane, Chi (* 1948), US-amerikanische Rockmusikerin, Sängerin und Songschreiberin
- Coltrane, Ellar (* 1994), US-amerikanischer Schauspieler
- Coltrane, John (1926–1967), US-amerikanischer Jazz-Saxophonist
- Coltrane, Oran (* 1967), amerikanischer Jazz- und Popmusiker
- Coltrane, Ravi (* 1965), US-amerikanischer Jazz-Saxophonist
- Coltrane, Robbie (1950–2022), britischer SchauspielerRobbie Coltrane (1950–2022)

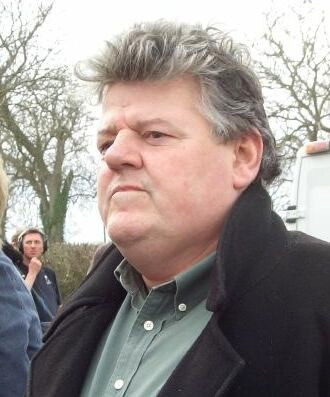
Robbie Coltrane (1950–2022)

- Coltro, Virgilio, italienischer Bauingenieur

### Coltu
- Colturato, Antonio (1886–1946), italienischer Ordensgeistlicher, römisch-katholischer Bischof von Botucatu
- Colturi, Franco (* 1970), italienischer Skirennläufer
- Colturi, Lara (* 2006), italienisch-albanische Skirennläuferin
- Colturi, Luigi (1967–2010), italienischer Skirennläufer